# محافظة أونسان
محافظة أونسان هي محافظة تقع في بيونغان الجنوبية، كوريا الشمالية.